# Flipper (film, 1996)
Pour les articles homonymes, voir Flipper (homonymie).
Pour plus de détails, voir Fiche technique et Distribution.
Flipper est un film américain réalisé par Alan Shapiro et sorti en 1996.

## Synopsis
La mère de Sandy Ricks l'envoie passer l'été chez son oncle Porter dans la ville balnéaire de Coral Key. Sandy ne se plait pas chez Porter mais il fait une double rencontre : celle de Kim, une jeune du coin et d'un dauphin qu'il surnomme Flipper. Mais le shérif annonce à Sandy qu'il ne peut pas garder le dauphin car il fait fuir les poissons, ce qui déplait aux pêcheurs locaux. Flipper se retrouve expulsé en mer. Kim raconte à Sandy que dans les eaux de l'ile rôde Scar, un requin-marteau très dangereux.

## Fiche technique
- Titre : Flipper
- Réalisation : Alan Shapiro
- Scénario : Arthur Weiss, Alan Shapiro
- Musique : Joel McNeely
- Photographie : Bill Butler
- Pays de production :  États-Unis
- Langue : Anglais
- Genre : Comédie, Aventure
- Durée : 96 minutes
- Dates de sortie : 
  - États-Unis : 17 mai 1996
  - France 7 août 1996

## Distribution
- Paul Hogan (VF : Yves Rénier) : Porter Ricks
- Elijah Wood : Sandy Ricks
- Jonathan Banks : Dirk Moran
- Bill Kelley : Tommy
- Chelsea Field : Cathy
- Jason Fuchs : Marvin
- Jessica Wesson (VF : Chloé Berthier) [1]: Kim
- Mal Jones : Russ
- Louis Seeger Crume : Mr. Dunnahy
- Isaac Hayes (VF : Saïd Amadis) : Le shérif Buck Cowan